# Operclipygus foveipygus
Operclipygus foveipygus är en skalbaggsart som först beskrevs av Heinrich Bickhardt 1918.  Operclipygus foveipygus ingår i släktet Operclipygus och familjen stumpbaggar. Inga underarter finns listade i Catalogue of Life.